# Nord-Ubangi
Pour les articles homonymes, voir Ubangi.
Le Nord-Ubangi est une province du nord de la république démocratique du Congo créée en 2015 à la suite de l'éclatement de la province historique de l'Équateur. Son chef-lieu est Gbadolite.

## Géographie
Située au nord du pays la province est limitrophe de 5 préfectures centrafricaines et de 3 provinces rd-congolaises.
| Ombella-M'Poko | Kémo, Ouaka | Basse-Kotto, Mbomou |
| Sud-Ubangi     | Nord-Ubangi | Bas-Uele            |
|                | Mongala     |                     |

## Politique et administration

### Organisation territoriale
La province est constituée de la ville de Gbadolite et de 4 territoires : 
| CD43 | Province du Nord-Ubangi     | Province du Nord-Ubangi | Province du Nord-Ubangi | Province du Nord-Ubangi |
| Code | Subdivision                 | Chef-lieu               | Superficie (km²)        | Population              |
| ---- | --------------------------- | ----------------------- | ----------------------- | ----------------------- |
| 4301 | Ville de Gbadolite          | Gbadolite               | 278                     | 154 524                 |
| 4302 | Territoire de Mobayi-Mbongo | Mobayi-Mbongo           | 10 547                  | 119 763                 |
| 4304 | Territoire de Yakoma        | Yakoma                  | 15 397                  | 235 800                 |
| 4305 | Territoire de Businga       | Businga                 | 17 411                  | 394 281                 |
| 4306 | Territoire de Bosobolo      | Bosobolo                | 13 277                  | 240 633                 |

### Politique
La province du Nord-Ubangi dispose d’un gouvernement provincial dirigé par un gouverneur et un vice-gouverneur, fonctions respectivement occupées par Marie-Thérèse Gerengbo Yazalo et Jean-Bosco Bosomi Mokpami.
Comme gouvernement, la province dispose de ministres provinciaux nommés par arrêté provincial n°001 CAB/PROGOU/N.U/2016 du 11/05/2016 et sont au nombre de 10.
1. Ministère de l’Intérieur, de la Sécurité, de la Décentralisation et des Affaires coutumières ;
2. Ministère du Plan, du Budget, des Mines, de l'Énergie, des Hydrocarbures, du Transport et de la Coopération inter-provinciale ;
3. Ministère des Finances, de l'Économie, du Commerce, de l'Industrie et des PME ;
4. Ministère des Infrastructures, des Travaux publics, de la Reconstruction et de l'Aménagement du territoire ;
5. Ministère de l’Agriculture, de la Pêche, de l'Élevage et du Développement rural ;
6. Ministère de l’Éducation, de la Jeunesse, des Sports, des Loisirs, de la Culture et des Arts ;
7. Ministère de la Santé, de l'Emploi et de la Prévoyance sociale ;
8. Ministère de l’Environnement, de la Fonction publique et du Tourisme ;
9. Ministère de la Justice, des Droits humains, de la Lutte contre la corruption, des Affaires foncières, des Communications et des Nouvelles technologies de l’information et porte-parole du gouvernement provincial ;
10. Ministère chargé de la Femme, de la Famille, de l'Enfant, affaires sociales et questions humanitaires.

La province du Nord-Ubangi dispose également d'une assemblée législative, soit l’Assemblée provinciale, dirigée par :
1. Un président de l’assemblée,
2. Un vice-président,
3. Un rapporteur
4. Un rapporteur adjoint et
5. Un questeur.

Cette assemblée compte 18 députés provinciaux qui siègent en plénière dans l’un des bâtiments du complexe Coca-Cola à Gbadolite.

## Environnement
La Province du Nord-Ubangi possède un climat de savane à hiver sec (Aw) selon la classification de Köppen-Geiger. Province du Nord-Ubangi est une zone avec des précipitations importantes. Même pendant le mois le plus sec, il pleut beaucoup. Sur l’année, la température moyenne à Province du Nord-Ubangi est de 25.9°C et les précipitations sont en moyenne de 831.3mm.

## Démographie
Plusieurs peuples y vivent, parlant différentes langues même si on peut parler de langues dominantes.
Il y a des peuples dominants tels que les Ngbandi-Sango et les Ngbaka dont les langues se sont répandues (langues véhiculaires) à la suite du commerce ou de leur expansion géographique dans la province du Nord-Ubangi et les districts voisins (Sud-Ubangi, Mongala). Il y a aussi d'autres peuples tels que les Nande (Yira) venus du Nord-Kivu pour des fins économiques et d'autres autochtones comme les Mono, les Gbaya les Furu, Gbagiro, Gbanziri, Kpala, Mbanza ou Mbandza.